# Uralbomber
Le projet Uralbomber (littéralement bombardier pour l'Oural), mené en Allemagne au cours des années 1930, visait à la mise au point d'un bombardier stratégique à long rayon d'action. Ce projet est abandonné en 1937, et l'Allemagne ne dispose d'aucun appareil de ce type au début de la seconde guerre mondiale. 

## Contexte doctrinal
Au début du réarmement allemand, initié clandestinement sous la République de Weimar, les militaires allemands, comme leurs homologues dans d'autres pays, sont très partagés sur la doctrine d'emploi de l'arme aérienne. Le général Walther Wever, commandant en chef de la Luftwaffe à sa création en 1933, est un partisan du bombardement stratégique. Cette doctrine prévoit que des bombardiers à longue portée, visant des cibles éloignées de la ligne de front comme les industries, les infrastructures d'énergie et de transport, ou les centres de commandement, peuvent saper la capacité de l'ennemi à continuer la guerre d'un point de vue logistique, économique et moral. Wever est cependant assez isolé dans sa défense de cette doctrine. D'autres décideurs influents, comme Ernst Udet, Erhard Milch, et Hermann Göring estiment le bombardement stratégique est peu réaliste, et que construire des bombardiers à long rayon d'action engloutirait trop de ressources, qu'il faut mieux consacrer à la construction d'un plus grand nombre d'appareils comme les Schnellbombers et les bombardiers en piqué.

## Projet
En mai 1934, le Reichsluftfahrtministerium lance une spécification pour un bombardier lourd à long rayon d'action. Le nom Uralbomber reflète sa mission potentielle : l'avion doit pouvoir frapper des cibles située jusqu'à l'Oural, et donc avoir dans sa portée la quasi-totalité des centres industriels soviétiques, dans le cadre d'une confrontation avec l'URSS perçue comme inévitable. Deux constructeurs répondent au cahier des charges, avec des avions quadrimoteurs : Dornier propose le Do 19 et Junkers le Ju 89.  Le financement nécessaire à la construction des prototypes est accordé en 1935. Les deux appareils font premier vol, respectivement, en octobre 1936 et en avril 1937. Les performances de ces deux appareils ne sont pas spécialement impressionnantes. En particulier, ils sont trop lents pour avoir de grandes chances d'échapper à la chasse adverse. Un projet pour un bombardier beaucoup plus performant est lancé en 1936. Il aboutira au Heinkel He 177, mais ce projet aura ses propres problèmes et atermoiements.

## Abandon
Le projet perd son principal défenseur le 3 juin 1936 quand le général Wever meurt dans un accident d'avion. Son successeur, Albert Kesselring, est aussi un partisan du projet mais n'a pas la même influence politique. Le projet est finalement abandonné en 1938. Göring aurait déclaré "le führer ne me demandera jamais quelle taille font les bombardiers, il me demandera combien il y en a".